# De l'amour à la folie
Pour plus de détails, voir Fiche technique et Distribution.
De l'amour à la folie, ou L'Amour fou au Québec (Mad Love) est un film américain réalisé par Antonia Bird, sorti en 1995.

## Synopsis
Quand Matt fait la rencontre de Casey, leurs rapports prennent rapidement une tournure passionnée. Elle a un trouble de la personnalité borderline. Devant l'insistance des parents pour qu'un terme soit mis à leur relation, Matt et Casey décident de prendre la fuite plutôt que d'endurer une séparation.

## Fiche technique
- Titres français : De l'amour à la folie
- Titre québécois : L'Amour fou
- Titre original : Mad Love
- Réalisation : Antonia Bird
- Scénario : Paula Milne
- Production : David Manson
- Musique : Andy Roberts
- Photographie : Fred Tammes
- Montage : Jeff Freeman
- Pays d'origine :  États-Unis
- Genres : comédie dramatique, comédie romantique
- Durée : 93 minutes
- Dates de sortie :
  - États-Unis : 26 mai 1995
  - France : 1996 (VHS) ; 2 octobre 2003 (DVD)[2]

## Distribution
Légende : V. F. = Version Française[réf. nécessaire] et V. Q. = Version Québécoise
- Chris O'Donnell (V. F. : Mathias Kozlowski et V. Q. : Joël Legendre) : Matt Leland
- Drew Barrymore (V. F. : Barbara Delsol et V. Q. : Camille Cyr-Desmarais) : Casey Roberts
- Matthew Lillard (V. Q. : François Sasseville) : Eric
- Joan Allen (V. Q. : Claudine Chatel) : Margaret Roberts
- Jude Ciccolella (V. Q. : Jacques Lavallée) : Richard Roberts
- Kevin Dunn (V. Q. : Thomas Donohue) : Clifford Leland
- Elaine Miles (V. F. : Catherine Artigala) : la gouvernante